# 正広和汽水廠

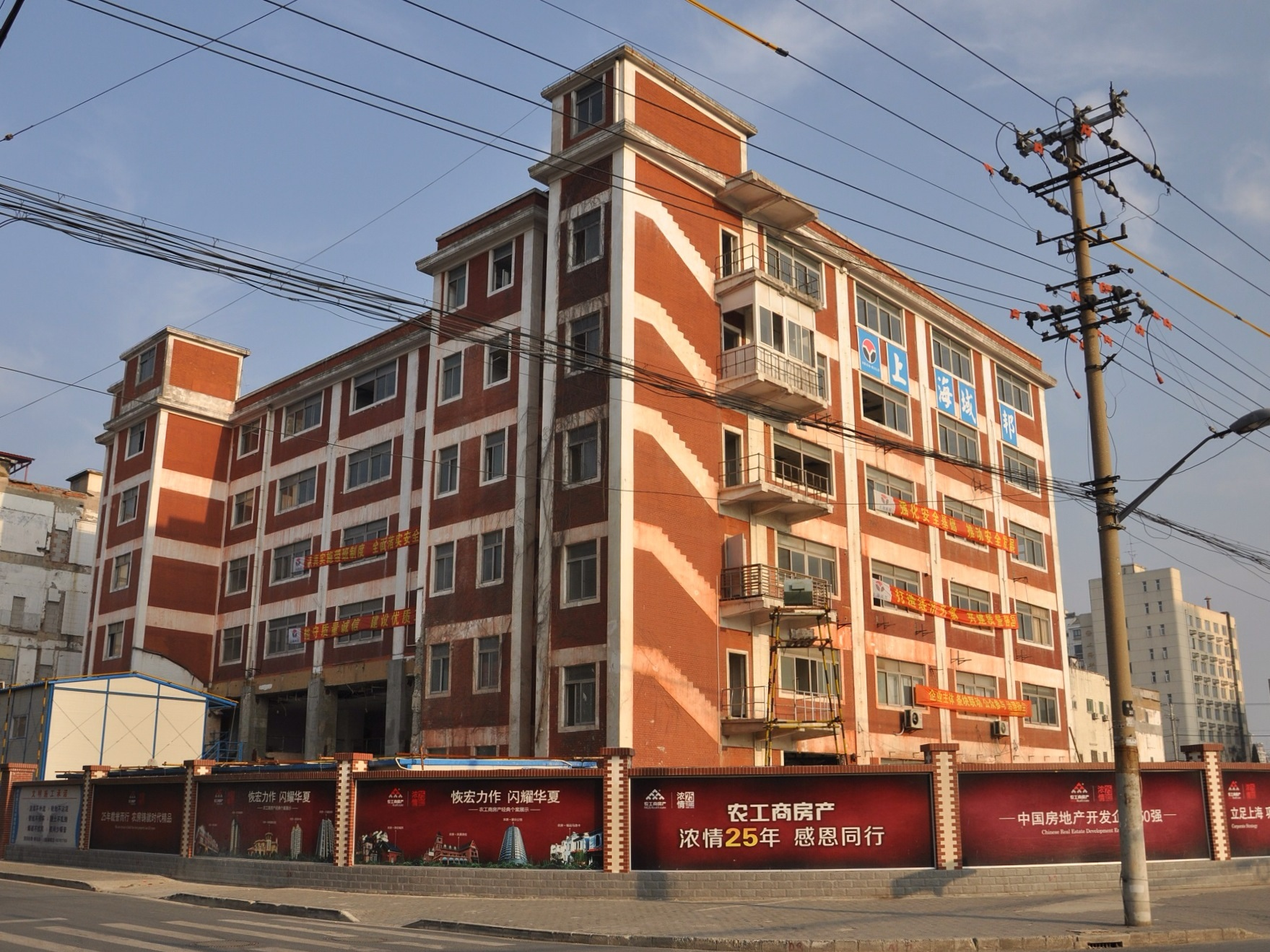
正広和汽水廠

正広和汽水廠は上海市の老舗炭酸飲料メーカーであり、その工場は上海市優秀歴史建築である。
正広和汽水廠は1864年に創業し、イギリス系の飲料メーカーと貿易商だった。
1930年代、正広和汽水廠は中国最大の炭酸飲料メーカーにとどまらず、極東とイギリス、オーストラリアにも輸出していた。日中戦争期では工場が日本軍に占拠され、生産維持が困難になった。1949年以降、正広和汽水廠は公営化され、文化大革命中に「上海汽水廠」と改名され、1992年に社名を戻した。しかし、ブランド認知度とシェアは1990年代に大きく低下した。現在の正広和は炭酸飲料事業から撤退し、飲料水事業に集中している。